# Taizé (Saône-et-Loire)
Taizé is een plaats en gemeente in het Franse departement Saône-et-Loire, regio Bourgogne-Franche-Comté. De gemeente heeft een oppervlakte van 3,16 km² en 171 inwoners (2015). Taizé ligt ongeveer 10 km ten noorden van Cluny.
Deze plaats is bekend geworden vanwege het aldaar gevestigde Communauté de Taizé, een internationale oecumenische kloostergemeenschap.

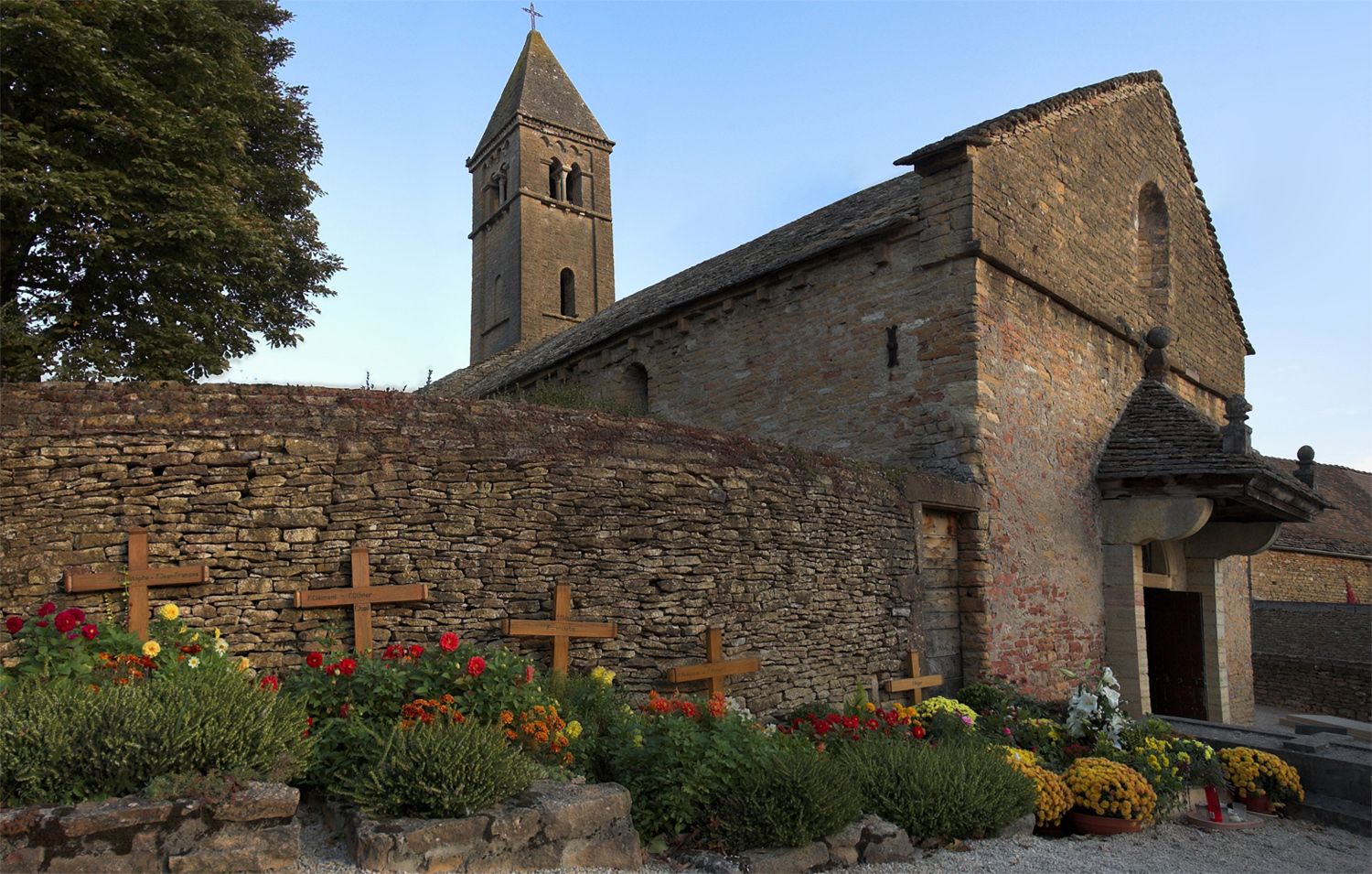
Kerk

## Demografie
Onderstaande figuur toont het verloop van het inwoneraantal van Taizé vanaf 1962.